# 豫幽灵蛛
豫幽灵蛛（学名：Pholcus henanensis）为幽灵蛛科幽灵蛛属的动物。在中国大陆，分布于河南等地。该物种的模式产地在河南。